# Джон Гленн
Джон Гершель Гленн-молодший (англ. John Herschel Glenn, Jr.; 18 липня 1921, Кембридж — 8 грудня 2016, Колумбус) — астронавт США, льотчик-випробувач, льотчик Корпусу морської піхоти під час Другої світової і Корейської війнах, сенатор-демократ від штату Огайо.

## Біографія

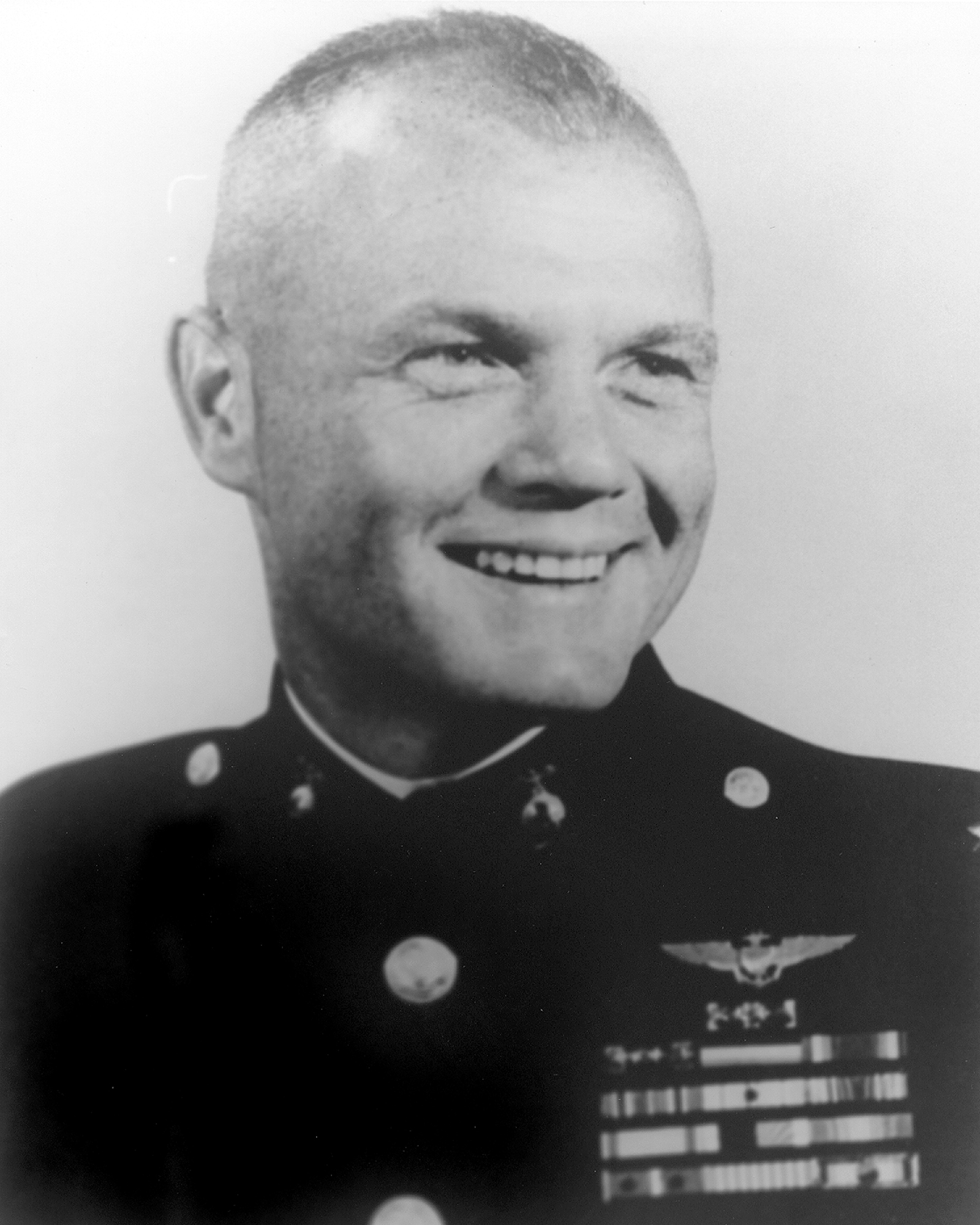
Військова світлина Гленна

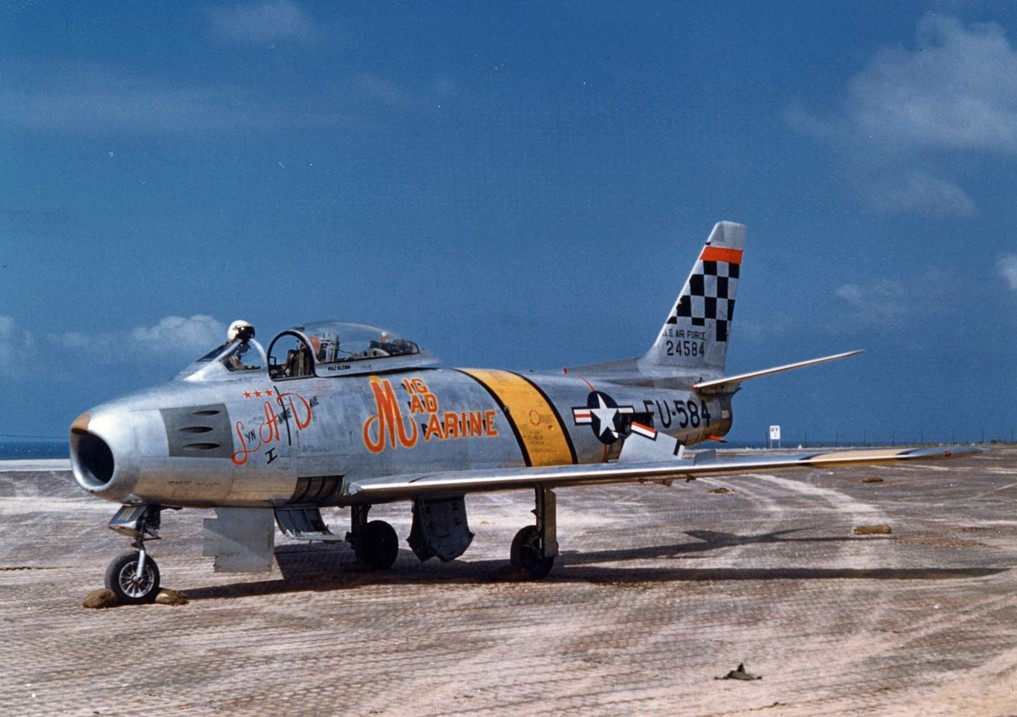
F-86F Джона Гленна під час Корейської війни 1953 р.

Закінчив початкову і середню школу в Нью-Конкорді (Огайо), потім Маскінум-Коледж, здобув ступінь бакалавра. З 1942 року Джон Гленн пройшов навчання за програмою льотчика морської авіації і в 1943 році був прийнятий на військову службу до лав морської піхоти.
Під час Другої світової війни Джон Гленн зробив 59 бойових вильотів, літав на F4U «Корсар» над Маршалловими островами. Після Другої світової війни продовжував служити льотчиком на острові Гуам. Він брав участь у Корейській війні, відслужив на театрі військових дій два терміни: перший — літаючи у складі ескадрильї морської піхоти на F9F «Пантера», другий — у складі ПС США на F-86 «Сейбр» (на «Сейбр» він здобув три повітряні перемоги).
Після Корейської війни Джон Гленн закінчив школу льотчиків-випробувачів. З 1956 по 1959 роки — служба льотчиком-випробувачем. Водночас Джон Гленн закінчив Університет Меріленду.
У липні 1957 року Джон Гленн встановив рекорд швидкості трансконтинентального перельоту. Він пролетів на винищувачі Воут F-8 «Крусейдер» з Лос-Анджелеса до Нью-Йорка за 3 години і 23 хвилини.
У 2009 році нагороджений вищою нагородою США — Золотою медаллю Конгресу.

## Астронавт
У квітні 1959 року Джон Гленн був зарахований до першої групи американських астронавтів (так звану «першу сімку»), які почали підготовку до космічних польотів за програмою «Меркурій».

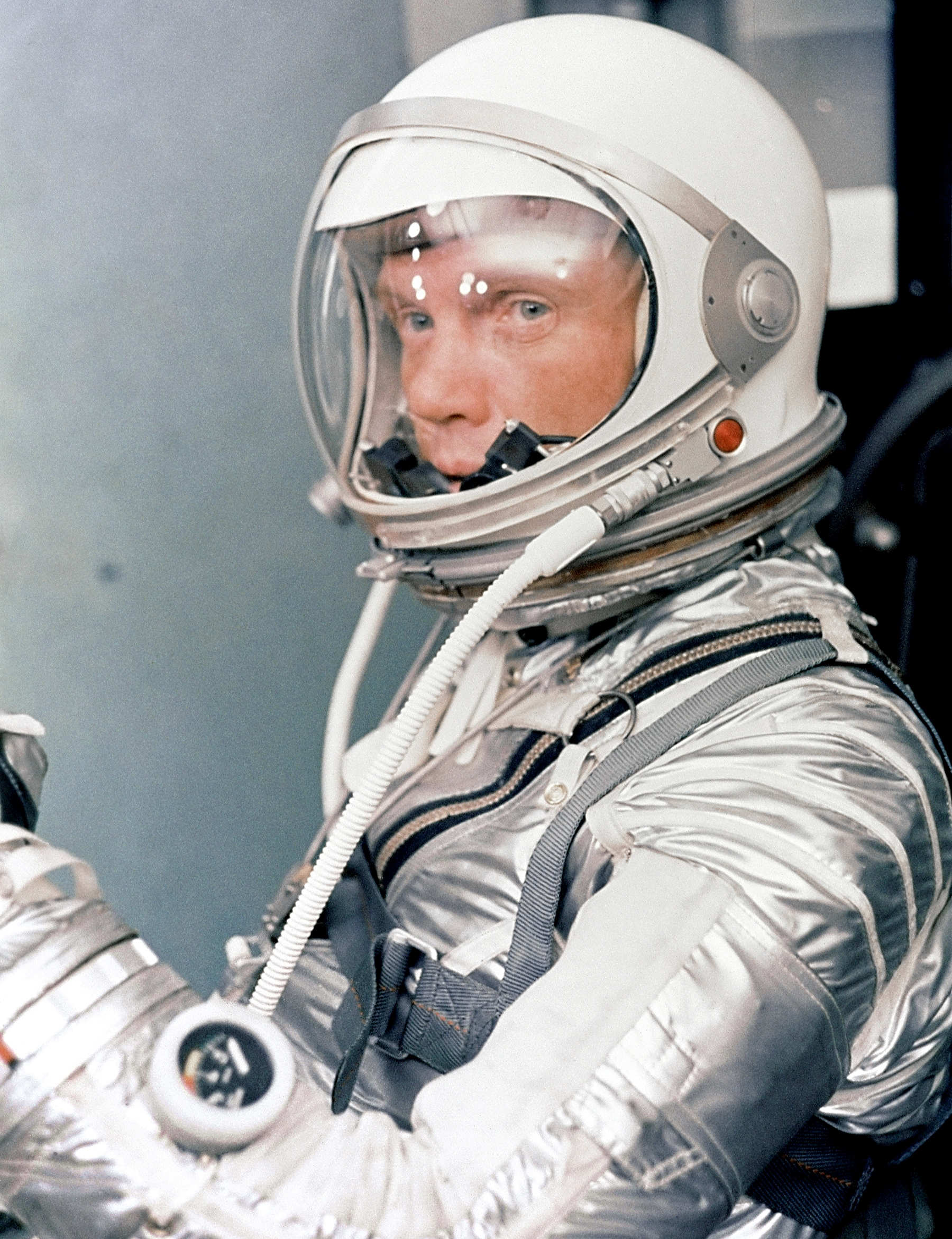
Джон Гленн. Фото NASA.

## «Меркурій»
Джон Гленн був дублером Алана Шепарда, який 5 травня 1961 року здійснив суборбітальний космічний політ, і Вірджила Гріссома, який здійснив суборбітальний космічний політ 21 липня 1961 року.
Джон Гленн — перший американський астронавт, який здійснив орбітальний космічний політ. 20 лютого 1962 року Гленн на «Меркурії-6» тричі облетів земну кулю. Тривалість польоту склала 4 год. 55 хв. Після вдалого приводнення Джон Гленн став національним героєм США (був нагороджений медаллю НАСА «За видатні заслуги»).

## Спейс Шаттл
Другий політ Джон Гленн зробив як спеціаліст із корисного навантаження на космічному кораблі «Діскавері» (STS-95) 29 жовтня — 7 листопада 1998 року. Місія «Діскавері» тривала 213 год. 44 хв. На час другого космічного польоту Джону Гленну виповнилося 77 років. Станом на 2016 рік він є найстаршою людиною, яка здійснила орбітальний космічний політ.

## Сенатор

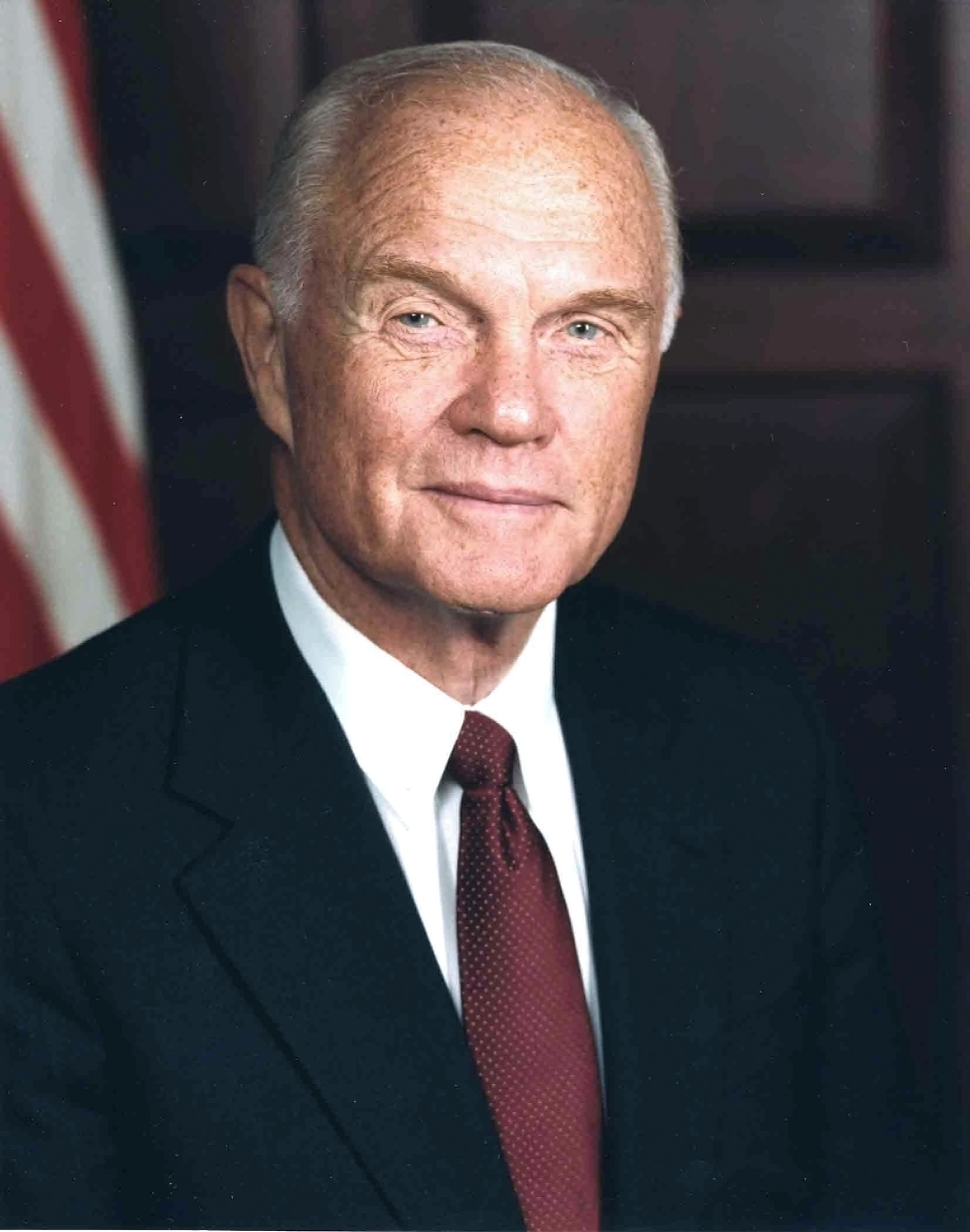
Сенатор Гленн

У 1964 році Джон Гленн залишив загін астронавтів і з 1965 по 1974 роки займався бізнесом. У листопаді 1974 року Джон Гленн був обраний у Сенат США від штату Огайо і залишався сенатором до січня 1999 року. У 1983 році Джон Гленн був висунутий кандидатом в Президенти США (вибори 1984 року).

## Досягнення
- Перший орбітальний політ астронавта США
- Найстаріший астронавт

## Вшанування пам'яті
Ім'ям Джона Гленна названо допоміжне вантажне судно — експедиційний плавучий док USNS John Glenn (T-ESD-2) класу «Монфорд-Пойнт».